# Agropyron cimmericum
Agropyron cimmericum är en gräsart som beskrevs av Sergej Arsenjevitj Nevskij. Agropyron cimmericum ingår i släktet kamveten, och familjen gräs. IUCN kategoriserar arten globalt som starkt hotad. Inga underarter finns listade i Catalogue of Life.